# Pa aufs Maul
Pa aufs Maul ist ein Lied des deutschen Entertainers Stefan Raab aus dem Jahr 2024, in Zusammenarbeit mit den beiden Rappern Sido und Ski Aggu.

## Entstehung und Veröffentlichung
Geschrieben wurde das Lied gemeinsam von den drei Interpreten, wobei der Text von allen drei Musikern stammte, während Raab alleine für die Komposition zuständig war. Raab zeichnete zudem auch für die Produktion verantwortlich.
Die Erstveröffentlichung von Pa aufs Maul erfolgte als Single am 14. September 2024. Diese erschien als digitaler Einzeltrack zum Download und Streaming bei Urban Records. Den Vertrieb tätigte die Universal Music Group, verlegt wurde es durch Bamboo Artist und Universal Music Publishing.
Um das Lied zu bewerben, wurde es beim Einlauf von Raab, vor seinem Boxkampf gegen Regina Halmich, uraufgeführt.

## Rezensionen
Den Textinhalt von Pa aufs Maul kritisierte das Online-Magazin Rolling Stone als „fragwürdig“, weil Sido in seinem Teil auf den Altersunterschied zwischen Raab und Halmich sowie auf Raabs frühere Fernsehshows (Schlag den Raab und Schlag den Star) anspielt und den Boxkampf als «Schlag die Frau» bezeichnet.

## Chartplatzierungen
Pa aufs Maul platzierte sich eine Woche in den deutschen Singlecharts und belegte dabei Rang 84 am 20. September 2024. Für Sido avancierte es zum 109. Charthit in Deutschland, für Ski Aggu zum 25. Charthit und Raab erreichte zum 19. Mal die deutschen Singlecharts als Interpret, erstmals wieder seit Wir kommen, um ihn zu holen (Juli 2014).
| ChartsChartplatzierungen | Höchstplatzierung | Wochen |
| ------------------------ | ----------------- | ------ |
| Deutschland (GfK)        | 84 (1 Wo.)        | 1      |